# Мережковський Дмитро Сергійович
Дмитро́ Сергі́йович Мережко́вський  (2 (14) серпня 1865 — 7 грудня 1941) — російський письменник, релігійний мислитель. Чоловік поетеси Зінаїди Гіппіус.

## Біографія

### Українське коріння
Прадід Мережковського, Федір Мережко, був військовим старшиною в Україні в місті Глухів. Дід, Іван Федорович, в останні роки XVIII ст., за царювання Павла І, приїхав до Петербурга і, як шляхтич, вступив до Ізмайлівського полку. Тоді, мабуть, і видозмінив він своє українське прізвище Мережко на Мережковський. З Петербурга переведений був до Москви та брав участь у війні 1812 року. Батько Сергій Іванович, народився в 1821 р. в Москві від другої жінки Івана Федоровича Курбського. Виховувався в пансіоні. Вступив на казенну службу в 1839 р. Служив спочатку в оренбурзького губернатора, а потім в придворній конторі. В 1853 р. одружився з дочкою правителя канцелярії петербурзького обер-поліцмейстера.
Часто виїжджаючи в службові відрядження на Південний берег Криму, до Лівадії, батько іноді брав Дмитра з собою. У нього був маєток по дорозі на водоспад Учан-Су.

### Навчання
Перший вірш Дмитро Сергійович надрукував в 1882 році. Закінчивши гімназію в 1884 році вступив на історико-філологічний факультет Петербурзького університету. Після закінчення університету влітку зустрівся з З. М. Гіппітус і взимку одружився з нею.

## Релігійні пошуки
В 1903 р. Д. С. Мережковський з дружиною стали збирати у себе вдома релігійно-філософські збори, але невдовзі ці збори були заборонені урядом. В 1905 р. він разом з дружиною написав звернення до російського народу — «Народе російський! Пам'ятай, що по милості своїй, а не по заслугах твоїм Господь нагородив тебе такою великою вітчизною, і не забувай, як багато племен зібрано під твоїм державним кровом. Як можеш ти, якщо носиш в серці своєму любов Христову, гнітити їх насиллям, озлоблювати образами. Нема тобі ніякого виправдання. Нема на то волі Господньої, щоб ти творив над ними насилля».
У своїх історичних романах Мережковський писав правду. Це були трилогія з російського життя «Царство Звіра», трилогія «Христос і Антихрист». Він вважав, що на початку XVIII ст. в Росії з'явився Антихрист в постаті Петра І. На початку XIX ст. Антихрист перемагає і Росія перетворюється на Царство Звіра.
В 1914—1915 рр. І. Д. Ситін видав твори Мережковського в 24 томах. Більшовицький переворот 1917 р. він з дружиною не прийняли та в 1920 р. покинули Росію. Дмитро Сергійович писав: «Більшовики нічого не можуть створити, але все можуть зруйнувати. Люди забули Бога — ось причина всього, але і Бог забув людей».
На відміну від багатьох, подорожуючи до Парижа, вважав для себе неприйнятним проживання в готелях. Тому придбав в столиці Франції власне житло. Тому після еміграції з Росії разом з дружиною не знав блукань і невизначеності багатьох російських емігрантів, а оселився в Парижі. Жив і працював там до смерті.
Помер 7 грудня 1941 року в Парижі. Похований на російському цвинтарі Сент-Женев'єв де Буа в передмісті Парижа.

## Творчість
Д. С. Мережковський — автор творів, які досліджували релігійно-філософські проблеми, насамперед, в рамках складної й суперечливої російської дійсності: романів «Христос і Антихрист» (трилогія), «Смерть Богів (Юліан Відступник)», «Воскреслі Боги (Леонардо да Вінчі)», «Олександр І», «14 грудня», філософського есе «Прийдешній Хам». В останньому Д.Мережковський пророче писав: «Хамство виникає в усякій культурі — і саме там, де виникає ослаблення, втрата чіткої орієнтації в духовному світі…».
Сучасники давали різні, часто протилежні одна одній, оцінки творчості Д.Мережковського: хтось називав його першим у Росії письменником-європейцем, хтось — архаїчним прозаїком. Нобелівський лауреат І.Бунін був найвідвертішим: «… пласко й елементарно до неможливості».
Ненависть до більшовиків, які зруйнували дореволюційний світ, у якому жив письменник, штовхала його до незрозумілих для російської еміграції кроків. Наприклад, Д.Мережковський привітав А.Гітлера (якого порівняв з… Жанною д'Арк) з початком війни нацистської Німеччини з СРСР. Більшість емігрантів відвернулося від колабораціоніста.
У 1930-і роки письменник висувався на Нобелівську премію з літератури.

## Твори

### Художня література
- 1892 — «Символи» (збірка віршів)
- трилогія «Христос і Антихрист»
  - 1895—1896 — Смерть богів. Юліан Відступник (Смерть богов. Юлиан Отступник)
  - 1901 — Воскреслі боги. Леонардо да Вінчі (Воскресшие боги. Леонардо да Винчи)
  - 1904—1905 — Антихрист. Петро і Олексій (Антихрист. Пётр и Алексей)
- трилогія про російську історію
  - 1908 — п'єса «Павло I» (Павел I)
  - 1911—1913 — роман «Олександр Перший» (Александр Первый)
  - 1918 — роман «14 грудня» (4 декабря),
- 1924 — Народження богів. Тутанкамон на Криті (Рождение богов. Тутанкамон на Крите)
- 1926—1927 — Месія (Мессия)

### Літературна критика
- 1897 — Вічні супутники (Вечные спутники) ()
- 1901—1902 — трактати Л.Толстой та Достоєвський (Л.Толстой и Достоевский)
- 1903 — Доля Гоголя (Судьба Гоголя)
- 1939 — Данте (есе)